# Fancsal
Fancsal is een plaats (község) en gemeente in het Hongaarse comitaat Borsod-Abaúj-Zemplén. Fancsal telt 371 inwoners (2001).